# Schmalsporige Rauschbeer-Nacktbasidie
Die Schmalsporige Rauschbeer-Nacktbasidie (Exobasidium expansum) ist eine Pilzart aus der Familie der Nacktbasidienverwandten (Exobasidiaceae). Sie lebt als Endoparasit auf Rauschbeeren (Vaccinium uliginosum) und infiziert die gesamte Pflanze. Symptome des Befalls durch die Schmalsporige Rauschbeer-Nacktbasidie sind vor allem rote Blattflecken, die vom Auftreten des weißen Myzels an der Pflanzenoberfläche gefolgt werden. Die Art ist in Nord- und Mitteleuropa nachgewiesen.

## Merkmale

### Makroskopische Merkmale
Die Schmalsporige Rauschbeer-Basidie ist mit bloßem Auge zunächst nicht zu erkennen, Anfangssymptome sind zunächst nur hellgrüne oder rötliche Flecken auf den Blättern der befallenen Pflanze. Das weiße Myzel des Pilzes tritt später auf der Blattunterseite zwischen den Blattadern aus und überwuchert von dort aus die gesamte Pflanze.

### Mikroskopische Merkmale
Das Myzel der Schmalsporigen Rauschbeer-Nacktbasidie wächst interzellulär und bildet Saugfäden, die in das Speichergewebe des Wirtes wachsen. Basidien werden entweder einzeln oder in Büschen zwischen den Zellen der Pflanzenepidermis gebildet. Die Basidien sind lang, unseptiert und schmalkeulig, die Sporen hyalin und dünnwandig. Letztere werden 2,5–4 µm breit und besitzen im reifen Zustand eine Septe.

## Verbreitung
In Europa beschränkt sich die Verbreitung der Schmalsporigen Rauschbeer-Nacktbasidie auf Mittel- und Nordeuropa, sie ist an das Vorkommen der Rauschbeere (Vaccinium expansum) gebunden.

## Ökologie
Einziger bekannter Wirt der Schmalsporigen Rauschbeer-Nacktbasidie ist die Rauschbeere. Der Pilz ernährt sich von den im Speichergewebe der Pflanzen vorhandenen Nährstoffen; zunächst beschränkt auf die Blätter, schließlich dann auf der gesamten Pflanze. Die Übertragung von einer Pflanze zur nächsten erfolgt nicht über unterirdischen Wurzelkontakt, sondern durch Sporenflug. Die Sporen keimen in Keimschläuchen oder Konidien, aus denen sich dann ein neues Myzel entwickelt.